# Tomopteris kempi
Tomopteris kempi är en ringmaskart som beskrevs av Monro 1930. Tomopteris kempi ingår i släktet Tomopteris och familjen Tomopteridae. Inga underarter finns listade i Catalogue of Life.